# Coppa della Regina 2008-2009 (pallavolo)
La Coppa della Regina 2008-09 fu la 34ª edizione della Coppa di Spagna di pallavolo femminile.
La vittoria finale è andata per la terza volta consecutiva al CAV Murcia.

## Regolamento e avvenimenti
Come negli anni precedenti, si è svolta una final-eight con quarti, semifinali e finale da disputarsi con gare ad eliminazione diretta. Al torneo hanno preso parte le squadre classificate ai primi otto posti al termine del girone d'andata del campionato. I quarti di finale si sono disputati il 5 e 6 febbraio 2009, mentre semifinali e finale si sono giocate tra il 7 e l'8 febbraio 2009, al Pavelló Municipal d'Esports di Ciutadella de Menorca.

## Partecipanti
- Aguere
- Albacete
- Ciutadella
- Diego Porcelos
- Las Palmas
- CAV Murcia
- Palma Volley
- Tenerife

## Risultati

### Tabellone
|  | Quarti di finale | Quarti di finale | Quarti di finale |            |            | Semifinali | Semifinali | Semifinali |  |  | Finale | Finale | Finale |  |
|  |                  |                  |                  |            |            |            |            |            |  |  |        |        |        |  |
|  | Palma Volley     | Palma Volley     | 2                |            |            |            |            |            |  |  |        |        |        |  |
|  | Palma Volley     | Palma Volley     | 2                |            |            |            |            |            |  |  |        |        |        |  |
|  | Las Palmas       | Las Palmas       | 3                |            |            |            |            |            |  |  |        |        |        |  |
|  | Las Palmas       | Las Palmas       | 3                |            | Las Palmas | Las Palmas | 0          |            |  |  |        |        |        |  |
|  |                  |                  |                  |            | Las Palmas | Las Palmas | 0          |            |  |  |        |        |        |  |
|  |                  |                  | CAV Murcia       | CAV Murcia | 3          |            |            |            |  |  |        |        |        |  |
|  | Diego Porcelos   | Diego Porcelos   | CAV Murcia       | CAV Murcia | 3          | 0          |            |            |  |  |        |        |        |  |
|  | Diego Porcelos   | Diego Porcelos   |                  |            |            |            |            |            |  |  |        |        |        |  |
|  | CAV Murcia       | CAV Murcia       | 3                |            |            |            |            |            |  |  |        |        |        |  |
|  | CAV Murcia       | CAV Murcia       | 3                |            | CAV Murcia | CAV Murcia | 3          |            |  |  |        |        |        |  |
|  |                  |                  |                  |            |            |            |            |            |  |  |        |        |        |  |
|  |                  |                  | Ciutadella       | Ciutadella | 1          |            |            |            |  |  |        |        |        |  |
|  | Albacete         | Albacete         | Ciutadella       | Ciutadella | 1          | 3          |            |            |  |  |        |        |        |  |
|  | Albacete         | Albacete         |                  |            |            |            |            |            |  |  |        |        |        |  |
|  | Tenerife         | Tenerife         | 1                |            |            |            |            |            |  |  |        |        |        |  |
|  | Tenerife         | Tenerife         | 1                |            | Albacete   | Albacete   | 1          |            |  |  |        |        |        |  |
|  |                  |                  |                  |            | Albacete   | Albacete   | 1          |            |  |  |        |        |        |  |
|  |                  |                  | Ciutadella       | Ciutadella | 3          |            |            |            |  |  |        |        |        |  |
|  | Ciutadella       | Ciutadella       | Ciutadella       | Ciutadella | 3          | 3          |            |            |  |  |        |        |        |  |
|  | Ciutadella       | Ciutadella       |                  |            |            |            |            |            |  |  |        |        |        |  |
|  | Aguere           | Aguere           | 0                |            |            |            |            |            |  |  |        |        |        |  |

### Calendario

#### Quarti di finale
| 5 febbraio 2009 - ore 18:00 Pavelló Municipal d'Esports, Ciutadella de Menorca | Albacete       | 3 - 1 | Tenerife     | 25-19, 15-25, 25-22, 25-18       |
| 5 febbraio 2009 - ore 20:30 Pavelló Municipal d'Esports, Ciutadella de Menorca | Diego Porcelos | 0 - 3 | CAV Murcia   | 18-25, 18-25, 20-25              |
| 6 febbraio 2009 - ore 18:00 Pavelló Municipal d'Esports, Ciutadella de Menorca | Palma Volley   | 2 - 3 | Palma Volley | 25-19, 25-17, 19-25, 22-25, 6-15 |
| 6 febbraio 2009 - ore 20:30 Pavelló Municipal d'Esports, Ciutadella de Menorca | Ciutadella     | 3 - 0 | Aguere       | 25-21, 25-22, 25-12              |

#### Semifinali
| 7 febbraio 2009 - ore 18:00 Pavelló Municipal d'Esports, Ciutadella de Menorca | Palma Volley | 0 - 3 | CAV Murcia | 18-25, 16-25, 21-25        |
| 7 febbraio 2009 - ore 20:30 Pavelló Municipal d'Esports, Ciutadella de Menorca | Albacete     | 1 - 3 | Ciutadella | 18-25, 22-25, 25-21, 25-20 |

#### Finale
| 8 febbraio 2009 - ore 12:00 Pavelló Municipal d'Esports, Ciutadella de Menorca | CAV Murcia | 3 - 1 | Ciutadella | 25-20, 25-19, 20-25, 25-20 |

## Premi individuali
| Premio               | Giocatrice      | Squadra    |
| -------------------- | --------------- | ---------- |
| Most Valuable Player | Prisilla Rivera | CAV Murcia |